# Test de Chow
El test de Chow, es un test estadístico y econométrico que prueba si los coeficientes en dos regresiones lineales en dos sets de datos son iguales. El test de Chow fue inventado por el economista Gregory Chow Masgow. En econometría, el test de Chow es normalmente usado en el análisis de series de tiempo para probar la presencia de un cambio estructural.

En hay un cambio estructura, las regresiones en los intervalos y generan mejores modelos que la regresión combinada(línea punteada) en todo el intervalo.

Supongamos que el modelo utilizado para un determinado conjunto de datos es:
{\displaystyle y_{t}=a+bx_{1t}+cx_{2t}+\varepsilon .\,}
Si dividimos el conjunto en dos grupos, entonces tendremos
{\displaystyle y_{t}=a_{1}+b_{1}x_{1t}+c_{1}x_{2t}+\varepsilon .\,}
y
{\displaystyle y_{t}=a_{2}+b_{2}x_{1t}+c_{2}x_{2t}+\varepsilon .\,}
La hipótesis nula del test de Chow será que {\displaystyle a_{1}=a_{2}}, {\displaystyle b_{1}=b_{2}}, y {\displaystyle c_{1}=c_{2}}.
Sea {\displaystyle S_{C}} la suma de cuadrados residuos de la serie original, {\displaystyle S_{1}} la suma de cuadrados residuos del primer grupo y {\displaystyle S_{2}} la suma de cuadrados residuos del segundo grupo.{\displaystyle N_{1}} y {\displaystyle N_{2}} son el número de observaciones en cada grupo y {\displaystyle k} es el número total de parámetros (en este caso, 3). Entonces el estadístico del test de Chow será
{\displaystyle {\frac {(S_{C}-(S_{1}+S_{2}))/(k)}{(S_{1}+S_{2})/(N_{1}+N_{2}-2k)}}.}
El estadístico del test se comporta como una distribución F con {\displaystyle k} y {\displaystyle N_{1}+N_{2}-2k} grados de libertad.